# كيفن لوكاسن
كيفن لوكاسن (بالهولندية: Kevin Luckassen)‏ (26 يوليو 1993 بآيندهوفن في هولندا - ) هو لاعب كرة قدم هولندي في مركز الهجوم في نادي الباطن السعودي. شارك مع منتخب هولندا تحت 19 سنة لكرة القدم. أما مع النوادي، فقد لعب مع إي زد ألكمار ونادي روس كاونتي ونادي سلوفان ليبيريتس.

## وصلات خارجية
- كيفن لوكاسن على موقع اتحاد تركيا (لاعب) (الإنجليزية)
- كيفن لوكاسن على موقع قاعدة بيانات كرة القدم.إي يو (الإنجليزية)
- كيفن لوكاسن على موقع Soccerbase.com (لاعب) (الإنجليزية)
- كيفن لوكاسن على موقع Soccerway.com (الإنجليزية)
- كيفن لوكاسن على موقع عالم كرة القدم.نت (الإنجليزية)
- كيفن لوكاسن على موقع AS.com (الإسبانية)